# Era bostrena
Era bostrena (também chamada de era de Bostra, era da Arábia ou era provincial) foi uma era de calendário (numeração de anos) com uma época (data de início) correspondente a 22 de março de 106 AD. Foi a era oficial da província romana da Arábia Petreia, introduzida para substituir a datação por anos de reinado após a anexação romana do Reino Nabateu. Ela recebe o nome da cidade de Bostra, que se tornou o quartel-general da Sexta Legião estacionada na província.

## Datas e nomes
A data inicial da era de Bostra já foi objeto de controvérsia, em parte porque o Chronicon Paschale a situa explicitamente no ano dos cônsules Candidus e Quadratus, ou seja, 105. Descobertas de manuscritos na Caverna das Cartas resolveram a questão: a era de Bostra começou em 106. O calendário de Bostra era lunisolar. Tinha doze meses de 30 dias com cinco dias epagomenals no final do ano. Os nomes dos meses provinham do calendário macedônio antigo, embora equivalentes nabateus também fossem usados. Um ano bissexto ocorria a cada quatro anos no calendário de Bostra, começando a partir do segundo ano. Assim, os anos 2, 6, 10 etc. eram bissextos com um sexto dia epagomenal. O primeiro dia do primeiro mês, Xanthikos, correspondia a 22 de março no calendário juliano, aproximadamente o equinócio vernal. O calendário de Bostra — como o calendário da Arábia ou dos árabes — é um dos dezesseis que aparecem nos hemerologia de Florença, Leiden e Vaticano.
O calendário de Bostra foi usado em textos dos dialetos aramaico nabateu e aramaico judeu palestino, em grego e em árabe. Em inscrições da Arábia Petreia que não especificam a era, mas apenas fornecem um número de ano, costuma-se presumir que estejam na era de Bostra. Em documentos, essa era geralmente é indicada pela expressão "[ano] da província" (por exemplo, em aramaico lhprkyʾ). Às vezes, a província é especificada pelo nome "Arábia" ou "Bostra" (por exemplo, em grego τῆς ἐπαρχείας Ἀραβίας, tes eparcheias Arabias, ou τῆς Βοστρηνῶν, tes Bostrenon; em aramaico lhprk bṣrʾ). Tais indicações, no entanto, são raras em inscrições, onde geralmente só aparece o número do ano. O uso ocasional do nome "Bostra" para datar não deve, porém, ser interpretado como indicação de que ela fosse a capital da província; na verdade, Petra era mais proeminente nos primeiros anos. A fórmula de datação e o uso da era de Bostra não têm conexão especial com a cidade, além do fato de que, como sede da principal base militar romana, era simbólica da incorporação dos nabateus como província. O Chronicon Paschale deixa claro que o novo sistema de datação era comum a toda a província.
Existem apenas três inscrições que usam o nome da cidade de Bostra para esclarecer o ano e são datadas de 265/6 AD, 397/8 AD e 538/9 AD. Também há duas inscrições de 576/7 AD e 581/2 AD no mesmo calendário que especificam o ano como sendo o de Elusa. Zbigniew Fiema sugere que a Crise do Terceiro Século, que acabou resultando na divisão da província da Arábia, levou os habitantes locais a enxergar seu calendário com a data base correspondente a 106 como algo associado a diferentes cidades importantes. Para Fiema, a concessão do título de metropolis a Bostra pelo imperador Filipe, o Árabe em 244 e a transferência da administração de Palestina Tertia de Petra para Elusa após o terremoto de 551 são as causas imediatas para a mudança na nomenclatura.
Alguns documentos posteriores a 127 AD são datados na era da "nova" província (νέα ἐπαρχεία Ἀραβία, nea eparcheia Arabia), talvez em conjunto com o primeiro censo na nova província, que foi realizado naquele ano.

## Uso
A era de Bostra foi usada extensivamente em "inscrições comemorativas e honoríficas", mas com menos frequência em "documentos administrativos e legais". Seu uso não foi imposto pelos romanos e muitas cidades continuaram usando calendários locais em suas moedas cunhadas localmente. Isso incluía a era pompeiana (63 a.C.) em algumas cidades da Decápolis e a era de Capitolias (97/98 AD). A era de Bostra pode ter sido uma resposta local espontânea às mudanças políticas que tornaram impossível continuar a contagem baseada nos anos de reinado nabateus.
O exemplo mais antigo da era aparece em uma inscrição nabateia em Oboda de 107 AD. O documento mais antigo é um papiro nabateu de Naḥal Ḥever (120 AD). A primeira menção em grego é de um papiro também encontrado em Naḥal Ḥever (125 AD). Uma inscrição oficial do imperador Gordian III em Bostra (238/9 AD) usa a era provincial. Um exemplo único e frequentemente citado de datação de Bostra vem de uma inscrição bilíngue de 108/9 AD em Madaba. A cláusula de datação nabateia diz "terceiro ano do éparca de Bostra". Não havia tal cargo, e o legado romano não ficava em Bostra; na verdade, a inscrição combina desajeitadamente o novo método de datação com o antigo, que usava os anos de reinado do rei nabateu.
Há alguma incerteza se a era da Arábia foi usada fora da província da Arábia (aproximadamente o Transjordão, o Sinai e o Negev) enquanto a administração romana ainda existia. Foram encontradas inscrições no Wadi Mukattab no Sinai (149 AD e 191 AD). Algumas inscrições foram identificadas provisoriamente como datadas pela era de Bostra nas províncias vizinhas de Síria ao norte ou Judeia ao oeste. Um documento judeu em aramaico de 111 AD de Masada, em Judaea, escrito em letras hebraicas, pode usar essa era, mas David Goodblatt duvida disso.
O uso da era se espalhou com a província da Arábia e seus sucessores. As inscrições de 397/8 AD e 538/9 AD são de Ḥarrān e ʿAmra, respectivamente, locais não incorporados ao império até a dinastia dos Severos (193–235). Há várias inscrições cristãs do final do século V e início do século VI em escrita arábica que trazem datas na era da Arábia. Elas são encontradas na Síria e no sul da Arábia, muito além das antigas fronteiras provinciais. O uso da era provincial continuou bem dentro do período islâmico, chegando até 735 AD. No período posterior, quase nunca se identificava explicitamente o calendário dessa era.